# Minniza iberica
Espèce
Minniza iberica est une espèce de pseudoscorpions de la famille des Olpiidae.

## Distribution
Cette espèce est endémique du Pays valencien en Espagne.

## Description
Le mâle holotype mesure 2,182 mm, Minniza iberica mesure de 2,136 à 2,847 mm.

## Étymologie
Son nom d'espèce lui a été donné en référence au lieu de sa découverte, la péninsule Ibérique.

## Publication originale
- Zaragoza, 2001 : Minniza iberica n. sp., first record of the genus for the Iberian Peninsula and redescription of Minniza algerica Beier, 1931 (Arachnida, Pseudoscorpionida, Olpiidae). Revista Iberica de Aracnologia, vol. 3, p. 69-78 (texte intégral).